# سانتا ماريا إمبارو
سانتا ماريا إمبارو (بالإيطالية: Santa Maria Imbaro)‏ هي بلدية في مقاطعة كييتي في إقليم أبروتسو الإيطالي.

## السكان
في سنة 1861 بلغ عدد السكان 898 نسمة، وتطور العدد ليصل في سنة 2011 لـ 1٬830 نسمة.
يظهر هذا المخطط البياني تطور النمو السكاني لـ سانتا ماريا إمبارو